# Białoruś na Zimowych Igrzyskach Paraolimpijskich 2006
Reprezentacja Białorusi na Zimowych Igrzyskach Paraolimpijskich 2006 liczyła 6 sportowców.

## Medale

### Złote medale
Biegi narciarskie
18 marca: Liudmila Vautsjok, 10 km kobiet siedząc

### Srebrne medale
Biegi narciarskie
12 marca: Liudmila Vautsjok, 2,5 km kobiet siedząc
12 marca: Siarhei Siltsjanka, 5 km mężczyzn stojąc
15 marca: Vasili Sjaptsiaboi, 10 km mężczyzn niewidomych
15 marca: Liudmila Vautsjok, 5 km kobiet siedząc
17 marca: Liudmila Vautsjok, Jadviha Skarabahataja, Larysa Varona, 3x2,5 km stafett kobiet
19 marca: Jadviha Skarabahataja, 15 km kobiet niewidomych

### Brązowe medale
Biegi narciarskie
15 marca: Jadviha Skarabahataja, 10 km kobiet niewidomych
19 marca: Vasili Sjaptsiaboi, 20 km mężczyzn niewidomych